# Organo della Sala accademica del Pontificio Istituto di Musica Sacra a Roma

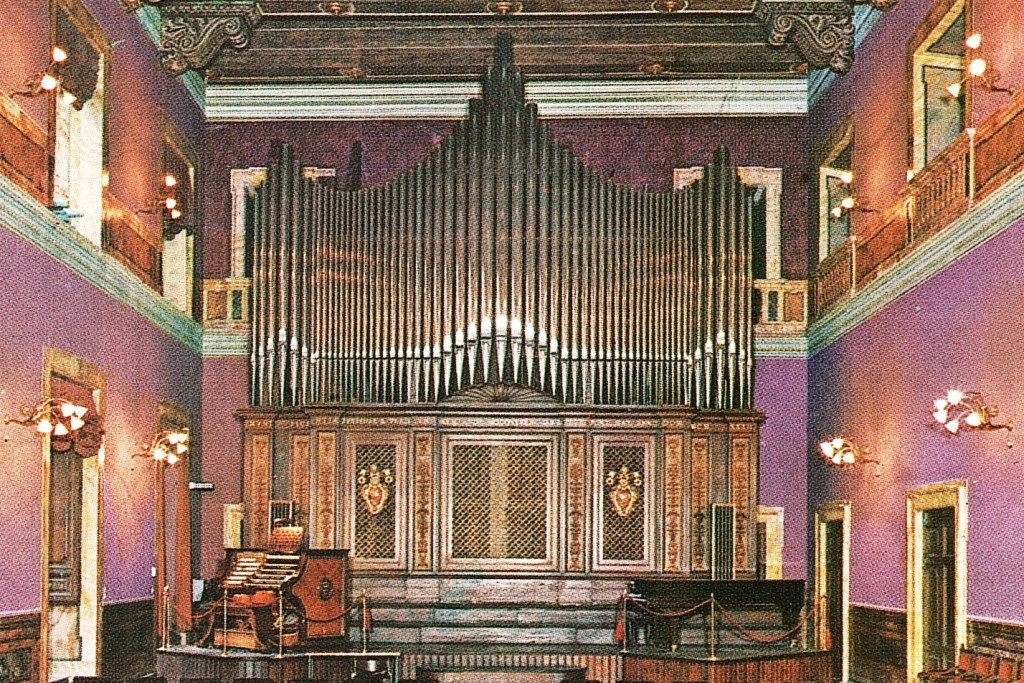
L'organo Mascioni opus 438

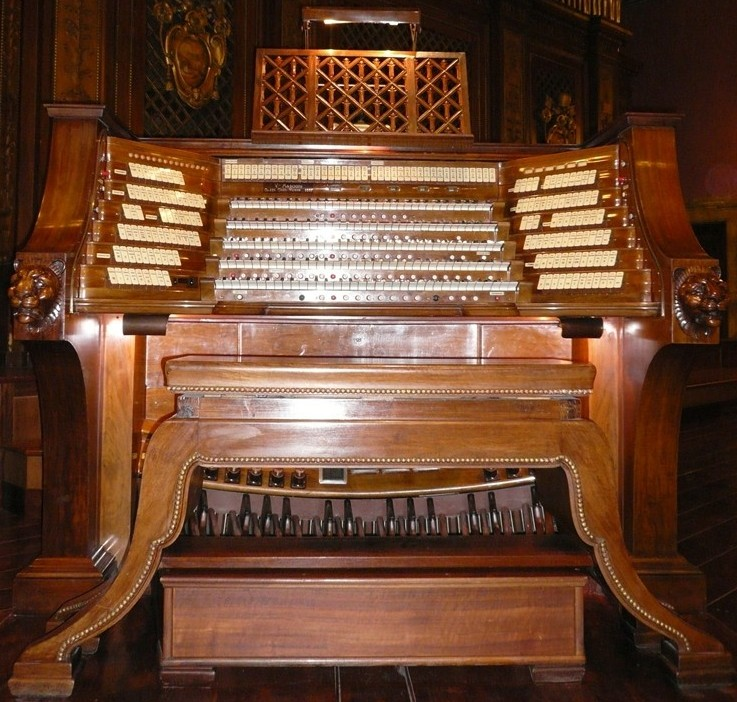
La consolle

(Ferruccio Vignanelli)
L'organo della Sala accademica del Pontificio Istituto di Musica Sacra è il Mascioni opus 438, costruito tra il 1931 e il 1932; esso dispone di 110 registri e una consolle con cinque tastiere e pedaliera, per un totale di 6752 canne.

## Storia
La Scuola Superiore di Musica Sacra venne fondata a Roma nel 1910 da papa Pio X, grazie all'interesse di vari musicisti e religiosi dell'epoca, tra i quali Lorenzo Perosi e Ildefonso Schuster; i corsi iniziarono il 3 gennaio 1911 e nel 1914 all'istituto venne concesso il diritto di rilasciare titoli accademici e gli venne conferito l'appellativo di "Pontificio". Dall'ottobre dello stesso anno, per volere di papa Benedetto XV, la scuola si spostò dalla sua vecchia sede, che era situata in via del Mascherone, nel palazzo annesso alla basilica di Sant'Apollinare.

### L'organo Schimicci
Successivamente al trasferimento, fu deciso di dotare la sala accademica di un organo a canne di notevoli dimensioni, il cui progetto venne stilato dal monaco benedettino e insegnante dell'istituto Mariano Jaccarino, il quale interprellò per la costruzione gli organari atinati Gaspare e Michele Schimicci; lo strumento venne completato entro il 1919, anno dell'inaugurazione, e probabilmente al suo interno vi era materiale fonico proveniente da altri organi.
L'organo Schimicci era a trasmissione pneumatica e disponeva di 46 registri, per un totale di circa 2400 canne; la sua consolle aveva tre tastiere di 58 note ciascuna e pedaliera di 30 note, con i registri azionati da placchette a bilico disposte su più file ai lati e al di sopra dei manuali; la mostra poggiava su un alto basamento in legno, disegnato nel 1921 da Filippo Sneider, ed era composta da 51 canne di Principale disposte in tre cuspidi.
La disposizione fonica era la seguente:
| I - Grand'Organo |        |
| Principale       | 16'    |
| Principale dolce | 8'     |
| Principale forte | 8'     |
| Flauto traverso  | 8'     |
| Dulciana         | 8'     |
| Voce umana       | 8'     |
| Flauto a camino  | 4'     |
| Ottava           | 4'     |
| Decimaquinta     | 2'     |
| Ripieno          | 6 file |
| Tromba           |        |

| II - Espressivo |        |
| Principalino    | 8'     |
| Eufonio         | 8'     |
| Bordone         | 8'     |
| Salicionale     | 8'     |
| Gamba           | 8'     |
| Voce celeste    | 8'     |
| Concerto viole  | 8'     |
| Flauto armonico | 4'     |
| Flauto in XII   | 2.2/3' |
| Flauto          | 2'     |
| Terza           | 1.3/5' |
| Ripienino       | 3 file |
| Oboe            | 8'     |
| Voci corali     | 8'     |
| Tremolo         |        |

| III - Espressivo |        |
| Principalino     | 8'     |
| Eufonio          | 8'     |
| Bordone          | 8'     |
| Salicionale      | 8'     |
| Gamba            | 8'     |
| Voce celeste     | 8'     |
| Concerto viole   | 8'     |
| Flauto armonico  | 4'     |
| Flauto in XII    | 2.2/3' |
| Flauto           | 2'     |
| Terza            | 1.3/5' |
| Ripienino        | 3 file |
| Oboe             | 8'     |
| Voci corali      | 8'     |
| Tremolo          |        |

| Pedale       |     |
| Contrabbasso | 16' |
| Bordone      | 16' |
| Bordone      | 8'  |
| Basso        | 8'  |
| Violoncello  | 8'  |
| Ottava       | 4'  |

1. ↑  il secondo e il terzo manuale avevano gli stessi registri in comune, con somiere a doppio scompartimento.

Agli inizi degli anni 1930, si volle sostituire l'organo Schimicci con uno strumento più grande. L'organo venne quindi venduto nel 1932 alla chiesa di San Giuseppe a Sant'Agnello, nella penisola sorrentina, per un prezzo inferiore rispetto al suo valore stimato, il quale si aggirava intorno alle 110.00 lire; lo strumento venne trasferito nella nuova sede nel 1933 dove, a partire dal 1980, a causa del crollo di una struttura sovrastante, rimase muto fino al restauro del 2006-2007, eseguito dalla ditta Bevilacqua di Torre dei Nolfi, durante il quale, pur rimanendo invariato nelle caratteristiche foniche, è stato dotato di trasmissione elettrica con dotazione di una seconda consolle.

### Organo Mascioni
Il progetto del nuovo organo venne affidato a Raffaele Manari, docente presso l'istituto, il quale aveva avuto un importante ruolo nel XIV Congresso dell'Associazione Italiana di Santa Cecilia (svoltosi a Roma nell'aprile 1928), e nel successivo Convegno di Trento del 25-29 luglio 1930, del quale fu l'organizzatore insieme a Renato Lunelli e durante il quale venne formulata una dichiarazione che dettava le caratteristiche proprie dell'organo italiano moderno: questo doveva racchiudere in sé i timbri e i registri tipici dell'organo italiano, senza ricorrere a nuovi, ma sviluppando quelli trasmessi dalla tradizione italiana; in particolare si dava importanza al ripieno, che doveva avere un'intonazione dolce, al principale, ai flauti, a registri di derivazione classica come la Voce umana, e si raccomandava un uso moderato ed intelligente dei registri ad ancia.
In particolare, Raffaele Manari scrisse nel 1931 L'arte della registrazione, ad uso interno di alcuni corsi d'organo del Pontificio Istituto di Musica Sacra. Al suo interno, redasse una serie di disposizioni foniche modello da applicarsi ad ipotetici organi di varie dimensioni, da molto piccoli a molto grandi. Tutti i progetti erano caratterizzati dalla presenza fondamentale dei registri di tipo principale, e del ripieno sempre a file unite fin dalla XIX (o in alcuni casi dalla XV), dalla scarsità di registri di mutazione, e dalla preferenza delle caratteristiche proprie dell'organo romantico-orchestrale ai dettami del Convegno di Trento.
Per la costruzione del nuovo organo, venne scelto l'organaro Vincenzo Mascioni, che aveva la sua ditta a Cuvio, in provincia di Varese. La prima fase dei lavori si svolse in fabbrica, dove vennero costruite le varie parti; queste, poi, vennero assemblate in sede tra la fine del 1932 e gli inizi del 1933. Il nuovo strumento aveva 110 registri per un totale di 6752 canne, con una monumentale consolle a cinque tastiere e pedaliera, progettata da Alessandro Limongelli.
Il collaudo venne fatto nel 1933 da Ernesto Boezi, Luigi Ferrari-Trecate, Fernando Germani, Oreste Ravanello, Ferruccio Vignanelli, Alberto Camilloni ed Eduardo Dagnino. Il concerto inaugurale venne tenuto da Raffaele Manari mercoledì 22 marzo 1933, con musiche di Gerolamo Frescobaldi, Bernardo Pasquini, Johann Sebastian Bach, César Franck, Sigfrid Karg-Elert e del progettista stesso.
L'organo, rimasto integro nelle sue caratteristiche foniche, è stato oggetto di un restauro conservativo ad opera della casa costruttrice nel 2001 e nel 2005-2006; esso viene utilizzato regolarmente per concerti e per le lezioni.

## Descrizione
L'organo Mascioni opus 438 è situato nella Sala accademica del Pontificio Istituto di Musica Sacra, che si trova all'interno della sede storica dello stesso, il palazzo annesso alla basilica di Sant'Apollinare (già sede del Seminario romano e, dal 1984, dell'Istituto Superiore di Scienze Religiose all'Apollinare dell'Università della Santa Croce), nel centro storico di Roma, con accesso da piazza Sant'Agostino.
Lo strumento è posto sopra il palco, in posizione sopraelevata, con il materiale fonico in parte alloggiato all'interno di ambienti retrostanti la parete di fondo. La mostra è formata da 59 canne con bocche a mitria, disposte secondo il seguente ordine: alle due estremità vi sono due cuspidi di 7 ciascuna, con bocche che seguono l'andamento superiore delle canne; le canne centrali sono disposte in cuspide unica con piccole ali laterali, con bocche allineate orizzontalmente, ad eccezione delle 9 centrali, disposte ad arco seguendo l'andamento dei piedi; le canne della mostra appartengono ai registri Principale 16', Principale 8' e Gran quinta 10.2/3', con quella centrale relativa alla nota Do1 del registro di 16'. La cassa è limitata al basamento, decorato con intagli e dorature, che fu realizzato nel 1921 per l'organo Schimicci su disegno di Filippo Sneider e ampliato in occasione della realizzazione dell'organo Mascioni.
La consolle, mobile indipendente, è anch'essa situata sul palco. Essa venne disegnata esternamente dall'architetto Alessandro Limongelli ed è decorata con bassorilievi in legno, realizzati da Volterrano Volterrani, raffiguranti: sui pilastrini, due teste di leoni; sulle fiancate i volti di Gerolamo Frescobaldi e Johann Sebastian Bach; sul retro, lo stemma del Pontificio Istituto di Musica Sacra. La consolle dispone di 5 tastiere di 61 note ciascuna e pedaliera concavo-radiale di 32 note; i registri, le unioni, gli accoppiamenti e gli annullatori sono azionati da placchette a bilico, con nomi incisi, poste su più file ai lati dei manuali e al di sopra della quinta tastiera.
Il sistema di trasmissione è integralmente quello originale elettrico. Tra le innovazioni introdotte da Mascioni all'interno di questo strumento vi è l'elevato numero di combinazioni aggiustabili, sia generali (14) che particolari (7 per ogni sezione), la particolare sensibilità tanto delle tastiere e della pedaliera, tanto delle staffe, la possibilità di fissare una o più note a piacimento e il Tenore al Pedale, che permette di dividere la pedaliera in due sezioni: la prima, da Do1 a Si1, utilizza i registri del Pedale; la seconda, da Do2 a Sol3, utilizza i registri dell'Espressivo.
Dal punto di vista fonico, lo strumento presenta un notevole numero di registri di 16' (6), di 8' (22) e di 4' (13), con la presenza del ripieno nelle prime tre tastiere (rispettivamente Positivo espressivo, Grand'Organo ed Espressivo) e uno scarso numero di altre mutazioni, in particolare composte. In generale, la tavolozza timbrica riassume sia registri della tradizione italiana (particolarmente nel Positivo espressivo e anche nell'Eco espressivo, seppure, in quest'ultimo caso, con sonorità più tenui), sia moderni (nell'Espressivo); inoltre il Solo espressivo (quarta tastiera) è ispirato sia al Solo inglese, sia al Clavier de bombarde francese. L'intonazione dell'organo è estremamente flebile, dovuta anche alle ridotte dimensioni della sala in cui esso è contenuto, la quale è caratterizzata da un'acustica secca, priva di riverbero.
Di seguito la sua disposizione fonica:
| I - Positivo espressivo |        |
| Bordone [III]           | 16'    |
| Principale              | 8'     |
| Flauto a cuspide        | 8'     |
| Bordoncino              | 8'     |
| Dolce                   | 8'     |
| Viola d'amore           | 8'     |
| Flauto dolce            | 4'     |
| Nazardo                 | 2.2/3' |
| Flagioletto             | 2'     |
| Decimino                | 1.3/5' |
| Piccolo                 | 1'     |
| Ripieno                 | 5 file |
| Unda maris              | 8'     |
| Clarinetto              | 8'     |
| Tromba dolce            | 8'     |
| Tremolo                 |        |
| Arpa-celesta [V]        |        |
| Campane [IV]            |        |

| II - Grand'Organo       |        |
| Principale              | 16'    |
| Principale I            | 8'     |
| Principale II           | 8'     |
| Flauto traverso         | 8'     |
| Dulciana                | 8'     |
| Ottava                  | 4'     |
| Flauto camino           | 4'     |
| Violetta                | 4'     |
| Duodecima               | 2.2/3' |
| XV                      | 2'     |
| Sesquialtera            | 2 file |
| Ripieno                 | 4 file |
| Ripieno                 | 5 file |
| Voce umana              | 8'     |
| Controfagotto [III]     | 16'    |
| Tromba                  | 8'     |
| Tromba armonica [III]   | 8'     |
| Chiarina armonica [III] | 4'     |
| Arpa-celesta [V]        |        |
| Campane [IV]            |        |

| III - Espressivo  |        |
| Bordone           | 16'    |
| Principalino      | 8'     |
| Eufonio           | 8'     |
| Bordone dolce     | 8'     |
| Salicionale       | 8'     |
| Viola da gamba    | 8'     |
| Flauto armonico   | 4'     |
| Flautino          | 2'     |
| Ripieno           | 5 file |
| Voce celeste      | 8'     |
| Concerto viole    | 8'     |
| Controfagotto     | 16'    |
| Oboe              | 8'     |
| Tromba armonica   | 8'     |
| Chiarina armonica | 4'     |
| Voce corale       | 8'     |
| Tremolo           |        |
| Arpa-celesta [V]  |        |
| Campane [IV]      |        |

| IV - Solo Espressivo |     |
| Dulciana [V]         | 16' |
| Principale forte     | 8'  |
| Flauto aperto        | 8'  |
| Clarabella           | 8'  |
| Viola d'orchestra    | 8'  |
| Corno camoscio       | 4'  |
| Corno dolce          | 4'  |
| Ottavino             | 2'  |
| Cromorno             | 8'  |
| Corno inglese        | 8'  |
| Corno d'orchestra    | 8'  |
| Tuba mirabilis       | 8'  |
| Tuba                 | 4'  |
| Tremolo              |     |
| Arpa-celesta [V]     |     |
| Campane              |     |
| Tremolo              |     |

| V - Eco Espressivo |        |
| Dulciana           | 16'    |
| Dulciana           | 8'     |
| Eolina             | 8'     |
| Corno di notte     | 8'     |
| Quintadena         | 8'     |
| Flauto d'eco       | 4'     |
| Eolina             | 4'     |
| Salicetto          | 2'     |
| Cornettino         | 3 file |
| Armonia eterea     | 3 file |
| Voce eterea        | 8'     |
| Cornamusa          | 8'     |
| Voce angelica      | 8'     |
| Tremolo            |        |
| Arpa-celesta       |        |
| Campane [IV]       |        |

| Pedale                |         |
| Contrabbasso acustico | 32'     |
| Contrabbasso          | 16'     |
| Violone               | 16'     |
| Subbasso              | 16'     |
| Bordone [III]         | 16'     |
| Dulciana [V]          | 16'     |
| Gran quinta           | 10.2/3' |
| Basso                 | 8'      |
| Bordone               | 8'      |
| Bordone [III]         | 8'      |
| Armonica [V]          | 8'      |
| Basso di viola        | 8'      |
| Violoncello           | 8'      |
| Quinta                | 5.1/3'  |
| Ottava                | 4'      |
| Flauto                | 4'      |
| Decima                | 3.1/5'  |
| Silvestre             | 2'      |
| Controfagotto [III]   | 16'     |
| Bombarda              | 16'     |
| Fagotto [III]         | 8'      |
| Tromba [II]           | 8'      |
| Chiarina [II]         | 4'      |
| Campane [IV]          |         |

1. ↑  tra parentesi quadre, i nomi dei manuali dai quali sono derivati i registri.
2. ↑  da Sol2 a Mi4.
3. ↑  da Do2 a Do5.